# Hacktivist (banda)
Hacktivist é uma banda britânica de djent, mais precisamente do subgênero nu-djent, que mistura o djent com o rap. A banda que integra a cena djent é tida como uma das precursoras do subgênero nu-djent.

## Integrantes
- Jermaine "J" Hurley - vocal rap (2011 - presente)
- Ben Marvin - vocal rap e vocal limpo - (2011 - presente)
- Tim "Timfy James" Beazley - guitarra, programação e vocal limpo (2011 - presente)
- Josh Gurner - baixo (2011 - presente)
- Richard Hawking - bateria (2011 - presente)

## Discografia

### Álbuns de estúdio
- 2016 - Outside the Box[5][6]

### EPs
- 2012 - Hacktivist

### Singles
- 2011 - Nascent
- 2012 - Nocturne
- 2013 - Singularity

- 2013 - Elevate
- 2013 - Niggas in Paris
- 2014 - False Idols
- 2014 - Deceive and Defy

### Videoclipes
- 2012 - Cold Shoulders
- 2012 - Unlike Us
- 2012 - Hacktivist
- 2013 - Niggas in Paris
- 2013 - Elevate
- 2014 - False Idols
- 2014 - Deceive and Defy
- 2016 - Buszy
- 2016 - Taken

## Bandas similares
- DVSR
- Emmure